# Elson Becerra
Elson Evelio Becerra Vaca (Cartagena de Indias, 26 de abril de 1978-Cartagena de Indias, 8 de enero de 2006) fue un futbolista colombiano que jugaba como delantero. Jugó en equipos como Deportes Tolima y Junior, ambos de su país. También jugó en el club Al-Jazira de Emiratos Árabes Unidos desde 2003. 
A su vez formó parte de la Selección Colombia, con la que fue campeón de la Copa América 2001. Igualmente estuvo presente en la Copa FIFA Confederaciones 2003, en cuya semifinal fue el primero, junto con Jairo Patiño, en intentar salvarle la vida al camerunés Marc-Vivien Foé, que murió en la cancha. El Chocolatín Becerra también estuvo en la selección que no logró clasificar a la Copa Mundial de 2006. 
Fue uno de los jugadores más importantes del Deportes Tolima, equipo en el cual hoy en día sigue siendo aclamado y recordado por la afición, prensa y allegados.

## Trayectoria
Llegó desde su natal Cartagena a jugar en las divisiones menores del Deportes Tolima en la ciudad de Ibagué. Debutó profesionalmente en 1995 en el ya extinto Cooperamos Tolima donde se consagra campeón en la temporada 1995/96 de la Primera C. A la siguiente temporada ya en Primera B anotaría varios goles lo cual lo llevan a retornar al Deportes Tolima.
Con el Deportes Tolima marcó una buena cantidad de goles y se daría a conocer tanto nacional como internacionalmente, al punto de ser convocado a la Selección Colombia en donde juega la Copa América 2001 siendo campeón y la Copa Confederaciones 2003.
Tras un breve paso por el Junior de Barranquilla en donde fue separado del plantel por actos de indisciplina según afirmó el entrenador, Julio Comesaña y un segundo paso por el Deportes Tolima decide tomar un nuevo paso en su carrera y ficha por el exótico fútbol de los Emiratos Árabes Unidos a finales del 2003.
Durante sus últimos 3 años de carrera jugaría dos temporadas y media en el Al-Jazira y un semestre en calidad de cesión en el Emirates Club. 

## Asesinato
En enero de 2006, dos días antes de regresar a los Emiratos Árabes Unidos, donde se disponía a realizar la pretemporada 2006/07 con el club Al-Jazira, fue asesinado producto de un ataque de sicarios en Cartagena. Becerra recibió cuatro disparos cuando departía en una discoteca con su amigo Alexander Ríos, contra quien iba dirigida la acción criminal. Becerra fue conducido a la Clínica Vargas donde llegó sin signos vitales y Ríos falleció en la estación de policía de la localidad de Canapote. Su cuerpo fue velado en su vivienda y tras un homenaje en el Estadio Olímpico Jaime Morón León, fue sepultado en el Cementerio Jardines de Cartagena.

## Selección Colombia

### Participaciones enCopas América
| Copa América      | Sede     | Resultado | Part. | Goles | Asis |
| ----------------- | -------- | --------- | ----- | ----- | ---- |
| Copa América 2001 | Colombia | Campeón   | 2     | 0     | 0    |

### Participaciones enCopa Confederaciones
| Copa Confederaciones      | Sede    | Resultado    | Part. | Goles | Asis |
| ------------------------- | ------- | ------------ | ----- | ----- | ---- |
| Copa Confederaciones 2003 | Francia | Cuarto lugar | 4     | 0     | 0    |

### Participaciones enEliminatorias al Mundial
| Eliminatoria                                | Sede del Mundial       | Posición               | Resultado              | Part. | Goles | Asis |
| ------------------------------------------- | ---------------------- | ---------------------- | ---------------------- | ----- | ----- | ---- |
| Eliminatorias Mundial de Corea y Japón 2002 | Corea del Sur y Japón  | 6°lugar 27pts          | Eliminado              | 1     | 0     | 0    |
| Eliminatorias Mundial de Alemania 2006      | Alemania               | 6°lugar 24pts          | Eliminado              | 3     | 0     | 0    |
| Total en Eliminatorias                      | Total en Eliminatorias | Total en Eliminatorias | Total en Eliminatorias | 4     | 0     | 0    |

## Clubes
| Club              | País                   | Año         |
| ----------------- | ---------------------- | ----------- |
| Cooperamos Tolima | Colombia               | 1995 - 1997 |
| Deportes Tolima   | Colombia               | 1998 - 2001 |
| Junior            | Colombia               | 2002        |
| Deportes Tolima   | Colombia               | 2002 - 2003 |
| Al-Jazira         | Emiratos Árabes Unidos | 2003 - 2004 |
| Emirates Club     | Emiratos Árabes Unidos | 2005        |
| Al-Jazira         | Emiratos Árabes Unidos | 2005 - 2006 |